# Verre aventuriné

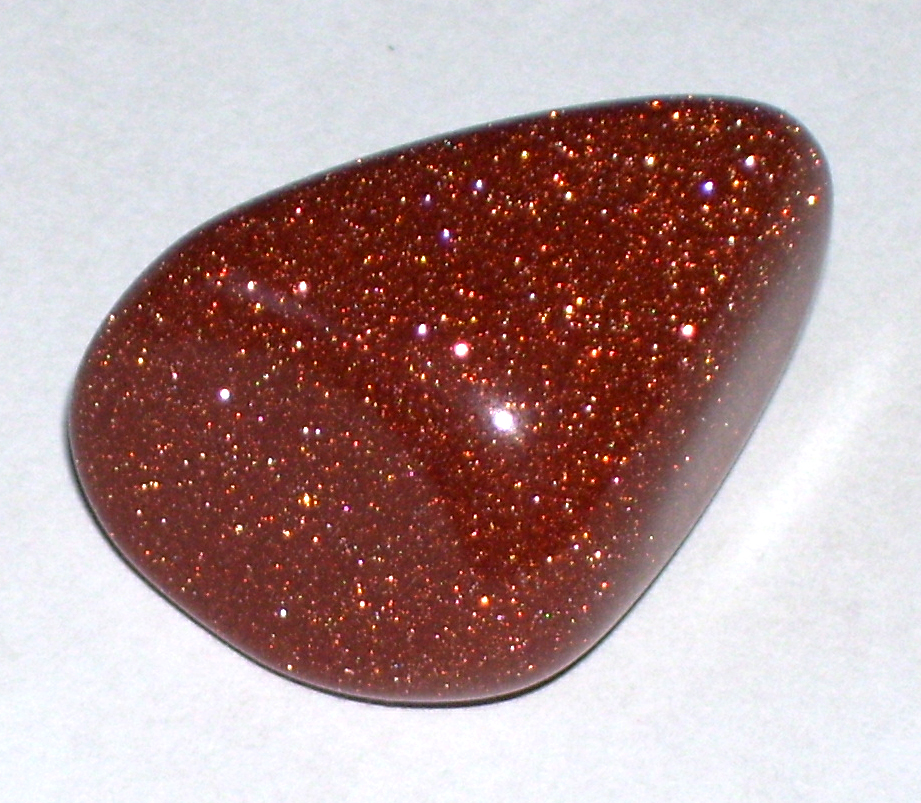
Fragment de verre aventuriné.

L'Astralite (parfois appelé « rivière d'or ») est un type de verre utilisé en décoration et en joaillerie pour l'effet de scintillement produit par des inclusions triangulaires et hexagonales de cuivre.
On peut trouver des chatons de bagues, des broches en cabochon ou des petites sculptures en verre aventuriné. Peu recherché en Europe, il est plus fréquent en Asie.
Dans le commerce des gemmes, on le nomme "Goldstone" ou "rivière d'or". Il est fréquemment vendu pour de la pierre de soleil (héliolite). Contrairement à la pierre de soleil qui est une pierre naturelle, la goldstone est entièrement synthétique.

## Histoire
Bien que le nom de l'aventurine naturelle apparaisse pratiquement au même moment que la découverte de la fabrication du verre aventuriné, il se pourrait que ce soit ce dernier qui ait donné son nom à la roche qui lui ressemble.
L'origine communément donnée à la découverte du verre aventuriné est celle d'une manipulation fortuite (all'avventura) qui fit tomber de la limaille de cuivre dans du verre en fusion qui fut refroidi lentement. Cette découverte aurait eu lieu à Murano puisque ce serait la famille Miotti, verriers de Murano, qui conservèrent longtemps la formule secrète.

## Composition chimique et fabrication
Plusieurs éléments métalliques peuvent être incorporés dans des verres parfois préalablement teintés, mais la forme la plus courante contient des cristaux de cuivre, de protoxyde de cuivre ou de silicate de cet oxyde. On obtient alors un bloc peu translucide et verdâtre dans lequel scintillent une infinité de particules dorées. Ce verre est parfois appelé stellaria. La forme la plus spectaculaire et la plus courante à notre époque est celle de couleur ocre clair et où les particules semblent être des paillettes d'or. 